# Eutetranychus acaciae
Eutetranychus acaciae är en spindeldjursart som beskrevs av Miller 1966. Eutetranychus acaciae ingår i släktet Eutetranychus och familjen Tetranychidae. Inga underarter finns listade i Catalogue of Life.